# Kęstutis Rimkus
Kęstutis Rimkus (*  12. April 1953 in Preikapė, Rajongemeinde Kėdainiai) ist ein litauischer Politiker.

## Leben
Nach dem Abitur 1972 in Pernarava absolvierte er von 1972 bis 1977 das Diplomstudium der Agronomie an der Lietuvos žemės ūkio akademija.
Von 1977 bis 1978 arbeitete er als Agronom im Kolchos in Šušvė bei Kėdainiai, von 1978 bis 1980 in Meironiškiai als Oberagronom, von 1981 bis 1983 als stellv. Kolchos-Vorsitzende in der Rajongemeinde Šiauliai und von 1983 bis 1986 in der Rajongemeinde Radviliškis. 
Von 1990 bis 1992 war er Mitglied im Seimas. Ab 1993 leitete er Žemės  ūkio bendrovė in Pašakiai. Von 2000 bis 2003 war er Mitglied im Rat Radviliškis.
Ab 1990 war er Mitglied von Lietuvos demokratinė darbo partija und ab 2001 der LSDP.
| Personendaten    | Personendaten                     |
| ---------------- | --------------------------------- |
| NAME             | Rimkus, Kęstutis                  |
| KURZBESCHREIBUNG | litauischer Politiker             |
| GEBURTSDATUM     | 12. April 1953                    |
| GEBURTSORT       | Preikapė, Rajongemeinde Kėdainiai |